# 皋陶
皋陶（こうよう）は、古代中国の伝説上の人物。皋繇・咎陶・咎繇とも。帝堯や帝舜の時代に公平な裁判をおこなった人物として知られる。一説には顓頊の子であるという。
司法をつかさどる官吏（司空・司寇）として力をふるったといい、どのような事件に対しても公平な裁決につとめたとされる。その判決には、正しい者を判別して示すという霊獣である獬豸（かいち）を使ったともいい、後の時代に司法官のかぶる帽子を獬豸冠（かいちかん）と称することの由来にもなっている。
日本では、皋陶の像が神像のようなあつかいで祀られていたこともあるようだが、何の像か分からなくなってしまい、いつの間にか閻魔の像として取り扱われてしまった例もあるという。